# Gran Premio motociclistico di Catalogna 2004
Il Gran Premio motociclistico di Catalogna 2004 corso il 13 giugno, è stato il quinto Gran Premio della stagione 2004 del motomondiale e ha visto vincere la Yamaha di Valentino Rossi in MotoGP, Randy de Puniet nella classe 250 ed Héctor Barberá nella classe 125.

## MotoGP

### Arrivati al traguardo
| Pos. | Nº | Pilota           | Squadra                   | Motocicletta       | Giri | Tempo     | Griglia | Punti |
| ---- | -- | ---------------- | ------------------------- | ------------------ | ---- | --------- | ------- | ----- |
| 1º   | 46 | Valentino Rossi  | Gauloises Fortuna Yamaha  | Yamaha YZR-M1      | 25   | 44:03.255 | 2       | 25    |
| 2º   | 15 | Sete Gibernau    | Telefonica Movistar Honda | Honda RC211V       | 25   | +0.159    | 1       | 20    |
| 3º   | 33 | Marco Melandri   | Fortuna Gauloises Tech 3  | Yamaha YZR-M1      | 25   | +13.923   | 5       | 16    |
| 4º   | 7  | Carlos Checa     | Gauloises Fortuna Yamaha  | Yamaha YZR-M1      | 25   | +19.213   | 12      | 13    |
| 5º   | 45 | Colin Edwards    | Telefonica Movistar Honda | Honda RC211V       | 25   | +21.205   | 11      | 11    |
| 6º   | 11 | Rubén Xaus       | D’Antin MotoGP            | Ducati Desmosedici | 25   | +22.847   | 7       | 10    |
| 7º   | 56 | Shin'ya Nakano   | Kawasaki Racing           | Kawasaki ZX-RR     | 25   | +24.014   | 13      | 9     |
| 8º   | 3  | Max Biaggi       | Camel Honda               | Honda RC211V       | 25   | +24.104   | 4       | 8     |
| 9º   | 17 | Norick Abe       | Fortuna Gauloises Tech 3  | Yamaha YZR-M1      | 25   | +35.676   | 18      | 7     |
| 10º  | 65 | Loris Capirossi  | Ducati Marlboro           | Ducati Desmosedici | 25   | +40.775   | 15      | 6     |
| 11º  | 66 | Alex Hofmann     | Kawasaki Racing           | Kawasaki ZX-RR     | 25   | +40.862   | 14      | 5     |
| 12º  | 50 | Neil Hodgson     | D’Antin MotoGP            | Ducati Desmosedici | 25   | +56.157   | 17      | 4     |
| 13º  | 67 | Shane Byrne      | MS Aprilia Racing         | Aprilia RS Cube    | 25   | +1:03.679 | 20      | 3     |
| 14º  | 88 | Andrew Pitt      | Moriwaki Racing           | Moriwaki           | 25   | +1:05.933 | 22      | 2     |
| 15º  | 9  | Nobuatsu Aoki    | Proton Team KR            | Proton KR5         | 25   | +1:18.199 | 24      | 1     |
| 16º  | 84 | Michel Fabrizio  | WCM                       | Harris WCM         | 25   | +1:18.515 | 25      |       |
| 17º  | 10 | Kenny Roberts Jr | Suzuki MotoGP             | Suzuki GSV-R       | 24   | +1 giro   | 16      |       |
| 18º  | 35 | Chris Burns      | WCM                       | Harris WCM         | 20   | +5 giri   | 26      |       |

### Ritirati
| Nº | Pilota           | Squadra         | Motocicletta       | Giri | Griglia |
| -- | ---------------- | --------------- | ------------------ | ---- | ------- |
| 32 | Gregorio Lavilla | Suzuki MotoGP   | Suzuki GSV-R       | 24   | 21      |
| 12 | Troy Bayliss     | Ducati Marlboro | Ducati Desmosedici | 21   | 10      |
| 21 | John Hopkins     | Suzuki MotoGP   | Suzuki GSV-R       | 18   | 8       |
| 69 | Nicky Hayden     | Repsol Honda    | Honda RC211V       | 16   | 3       |
| 6  | Makoto Tamada    | Camel Honda     | Honda RC211V       | 12   | 9       |
| 80 | Kurtis Roberts   | Proton Team KR  | Proton KR5         | 5    | 23      |
| 4  | Alex Barros      | Repsol Honda    | Honda RC211V       | 4    | 6       |

### Non partito
| Nº | Pilota            | Squadra           | Motocicletta    | Griglia |
| -- | ----------------- | ----------------- | --------------- | ------- |
| 99 | Jeremy McWilliams | MS Aprilia Racing | Aprilia RS Cube | 19      |

## Classe 250

### Arrivati al traguardo
| Pos. | Nº | Pilota           | Squadra                     | Motocicletta | Giri | Tempo     | Griglia | Punti |
| ---- | -- | ---------------- | --------------------------- | ------------ | ---- | --------- | ------- | ----- |
| 1º   | 7  | Randy de Puniet  | Safilo Carrera - LCR        | Aprilia      | 23   | 41:29.955 | 1       | 25    |
| 2º   | 26 | Dani Pedrosa     | Telefonica Movistar Honda   | Honda        | 23   | +0.109    | 2       | 20    |
| 3º   | 24 | Toni Elías       | Fortuna Honda               | Honda        | 23   | +9.521    | 5       | 16    |
| 4º   | 19 | Sebastián Porto  | Repsol - Aspar              | Aprilia      | 23   | +20.871   | 3       | 13    |
| 5º   | 10 | Fonsi Nieto      | Repsol - Aspar              | Aprilia      | 23   | +34.337   | 6       | 11    |
| 6º   | 73 | Hiroshi Aoyama   | Telefonica Movistar Honda   | Honda        | 23   | +37.569   | 13      | 10    |
| 7º   | 50 | Sylvain Guintoli | Campetella Racing           | Aprilia      | 23   | +42.087   | 7       | 9     |
| 8º   | 6  | Alex Debón       | Wurth Honda BQR             | Honda        | 23   | +45.850   | 16      | 8     |
| 9º   | 14 | Anthony West     | Freesoul Abruzzo Racing     | Aprilia      | 23   | +45.938   | 19      | 7     |
| 10º  | 21 | Franco Battaini  | Campetella Racing           | Aprilia      | 23   | +46.235   | 10      | 6     |
| 11º  | 34 | Eric Bataille    | Wurth Honda BQR             | Honda        | 23   | +50.694   | 14      | 5     |
| 12º  | 25 | Alex Baldolini   | Matteoni Racing             | Aprilia      | 23   | +50.980   | 24      | 4     |
| 13º  | 57 | Chaz Davies      | Aprilia Germany             | Aprilia      | 23   | +56.785   | 21      | 3     |
| 14º  | 8  | Naoki Matsudo    | UGT Kurz                    | Yamaha       | 23   | +56.895   | 15      | 2     |
| 15º  | 96 | Jakub Smrž       | Molenaar Racing             | Honda        | 23   | +57.366   | 18      | 1     |
| 16º  | 33 | Héctor Faubel    | Grefusa - Aspar             | Aprilia      | 23   | +58.164   | 20      |       |
| 17º  | 36 | Erwan Nigon      | UGT Kurz                    | Yamaha       | 23   | +1:32.322 | 22      |       |
| 18º  | 44 | Tarō Sekiguchi   | NC World Trade              | Yamaha       | 22   | +1 giro   | 26      |       |
| 19º  | 63 | Jarno Ronzoni    | Castrol-Honda Kiefer Racing | Honda        | 22   | +1 giro   | 27      |       |
| 20º  | 72 | David Fouloi     | Equipe GP de France - Scrab | Aprilia      | 22   | +1 giro   | 29      |       |

### Ritirati
| Nº | Pilota          | Squadra                     | Motocicletta | Giri | Griglia |
| -- | --------------- | --------------------------- | ------------ | ---- | ------- |
| 2  | Roberto Rolfo   | Fortuna Honda               | Honda        | 14   | 8       |
| 54 | Manuel Poggiali | MS Aprilia                  | Aprilia      | 14   | 9       |
| 51 | Alex De Angelis | Aprilia Racing              | Aprilia      | 14   | 4       |
| 11 | Joan Olivé      | Campetella Racing           | Aprilia      | 12   | 11      |
| 77 | Grégory Lefort  | Equipe GP de France - Scrab | Aprilia      | 12   | 12      |
| 9  | Hugo Marchand   | Freesoul Abruzzo Racing     | Aprilia      | 7    | 17      |
| 16 | Johan Stigefelt | Aprilia Germany             | Aprilia      | 7    | 23      |
| 28 | Dirk Heidolf    | Grefusa - Aspar             | Aprilia      | 6    | 25      |

### Non partito
| Nº | Pilota        | Squadra        | Motocicletta | Griglia |
| -- | ------------- | -------------- | ------------ | ------- |
| 40 | Max Sabbatani | NC World Trade | Yamaha       | 28      |

### Non qualificato
| Nº | Pilota            | Squadra        | Motocicletta |
| -- | ----------------- | -------------- | ------------ |
| 30 | José Luis Cardoso | NC World Trade | Yamaha       |

## Classe 125

### Arrivati al traguardo
| Pos. | Nº | Pilota            | Squadra                  | Motocicletta | Giri | Tempo     | Griglia | Punti |
| ---- | -- | ----------------- | ------------------------ | ------------ | ---- | --------- | ------- | ----- |
| 1º   | 3  | Héctor Barberá    | Seedorf Racing           | Aprilia      | 22   | 41:17.986 | 2       | 25    |
| 2º   | 34 | Andrea Dovizioso  | Kopron Team Scot         | Honda        | 22   | +0.016    | 8       | 20    |
| 3º   | 22 | Pablo Nieto       | Master - Repsol          | Aprilia      | 22   | +0.342    | 4       | 16    |
| 4º   | 27 | Casey Stoner      | Red Bull KTM             | KTM          | 22   | +0.400    | 3       | 13    |
| 5º   | 48 | Jorge Lorenzo     | Caja Madrid Derbi Racing | Derbi        | 22   | +0.548    | 1       | 11    |
| 6º   | 19 | Álvaro Bautista   | Seedorf Racing           | Aprilia      | 22   | +0.733    | 12      | 10    |
| 7º   | 58 | Marco Simoncelli  | Rauch Bravo              | Aprilia      | 23   | +7.907    | 13      | 9     |
| 8º   | 63 | Mike Di Meglio    | Globet.com Racing        | Aprilia      | 22   | +10.793   | 9       | 8     |
| 9º   | 36 | Mika Kallio       | Red Bull KTM             | KTM          | 22   | +13.431   | 15      | 7     |
| 10º  | 6  | Mirko Giansanti   | Matteoni Racing          | Aprilia      | 22   | +13.513   | 7       | 6     |
| 11º  | 54 | Mattia Pasini     | Safilo Carrera - LCR     | Aprilia      | 22   | +14.242   | 17      | 5     |
| 12º  | 21 | Steve Jenkner     | Rauch Bravo              | Aprilia      | 22   | +14.333   | 10      | 4     |
| 13º  | 42 | Gioele Pellino    | Abruzzo Racing           | Aprilia      | 22   | +16.209   | 21      | 3     |
| 14º  | 10 | Julián Simón      | Angaia Racing            | Honda        | 22   | +22.605   | 11      | 2     |
| 15º  | 47 | Ángel Rodríguez   | Caja Madrid Derbi Racing | Derbi        | 22   | +22.655   | 27      | 1     |
| 16º  | 26 | Dario Giuseppetti | Elit Grand Prix          | Honda        | 22   | +22.773   | 22      |       |
| 17º  | 14 | Gábor Talmácsi    | Semprucci Malaguti       | Malaguti     | 22   | +22.961   | 14      |       |
| 18º  | 41 | Yōichi Ui         | Abruzzo Racing           | Aprilia      | 22   | +23.575   | 18      |       |
| 19º  | 25 | Imre Tóth         | Team Hungary             | Aprilia      | 22   | +40.669   | 19      |       |
| 20º  | 50 | Andrea Ballerini  | Sterilgarda Racing       | Aprilia      | 22   | +42.929   | 24      |       |
| 21º  | 33 | Sergio Gadea      | Master - Repsol          | Aprilia      | 22   | +51.446   | 26      |       |
| 22º  | 7  | Stefano Perugini  | Metis Gilera Racing      | Gilera       | 22   | +58.908   | 20      |       |
| 23º  | 28 | Jordi Carchano    | Matteoni Racing          | Aprilia      | 22   | +58.995   | 28      |       |
| 24º  | 43 | Manuel Hernández  | Team Hernandez           | Aprilia      | 22   | +59.548   | 25      |       |
| 25º  | 38 | Mikko Kyyhkynen   | Ajo Motorsport           | Honda        | 22   | +1:17.227 | 30      |       |
| 26º  | 71 | Enrique Jerez     | TMR Competicion          | Honda        | 22   | +1:36.638 | 34      |       |
| 27º  | 66 | Vesa Kallio       | Team Hungary             | Aprilia      | 22   | +1:48.618 | 29      |       |
| 28º  | 78 | Jordi Planas      | TMR Competicio           | Honda        | 21   | +1 giro   | 35      |       |

### Ritirati
| Nº | Pilota            | Squadra              | Motocicletta | Giri | Griglia |
| -- | ----------------- | -------------------- | ------------ | ---- | ------- |
| 52 | Lukáš Pešek       | Ajo Motorsport       | Honda        | 21   | 5       |
| 11 | Mattia Angeloni   | Angaia Racing        | Honda        | 21   | 33      |
| 15 | Roberto Locatelli | Safilo Carrera - LCR | Aprilia      | 17   | 6       |
| 23 | Gino Borsoi       | Globet.com Racing    | Aprilia      | 16   | 23      |
| 68 | Fabricio Perrén   | RC Recouso Sport     | Honda        | 12   | 31      |
| 8  | Manuel Manna      | Semprucci Malaguti   | Malaguti     | 4    | 32      |
| 24 | Simone Corsi      | Kopron Team Scot     | Honda        | 1    | 16      |

### Non partito
| Nº | Pilota       | Squadra             | Motocicletta |
| -- | ------------ | ------------------- | ------------ |
| 32 | Fabrizio Lai | Metis Gilera Racing | Gilera       |